# Михиринцы
Михиринцы (укр. Михиринці) — село в Теофипольском районе Хмельницкой области Украины.
Население по переписи 2001 года составляло 508 человек. Почтовый индекс — 30648. Телефонный код — 3844. Занимает площадь 1,679 км². Код КОАТУУ — 6824784501.

## Известные уроженцы
- Сильвестр (Гаевский) (в миру Степан Ефимович Гаевский) (1876—1975) — украинский религиозный деятель, митрополи́т Лубенский, литературовед.

## Местный совет
30648, Хмельницкая обл., Теофипольский р-н, с. Михиринцы, ул. Первомайская, 8